# Das Liebesverbot
Das Liebesverbot ("O Amor Proibido") é uma ópera cómica em dois atos de Richard Wagner, cujo libreto foi escrito pelo próprio compositor, influenciado pela peça Measure for Measure de William Shakespeare. Foi composta em 1834, e estreada sob direção do próprio Wagner em 1836, na cidade de Magdeburgo.
A obra é ambientada em Palermo, na Sicília, durante o século XVI.

## Papéis
| Personagem                       | Voz      | Elenco da estréia |
| -------------------------------- | -------- | ----------------- |
| Friedrich,                       | barítono | Gräfe             |
| Luzio, um jovem nobre            | tenor    | Freimüller        |
| Claudio, um jovem nobre          | tenor    | Schreiber         |
| Antonio, amigo dos jovens nobres | tenor    |                   |
| Angelo, amigo dos jovens nobres  | baixo    | Friedrich Krug    |
| Isabella, irmã de Claudio        | soprano  | Caroline Pollert  |
| Mariana                          | soprano  | Limbach           |
| Brighella, capitão               | baixo    | Wilhelm Kneisel   |
| Danieli, encarregado da pousada  | barítono |                   |
| Dorella                          | soprano  | Schindler         |
| Pontio Pilato, um cafetão        | tenor    |                   |